# 聖安娜之家
聖安娜之家（英語：St. Anne's Home）位於台灣台北市士林區中山北路七段181巷1號，1972年由天主教遣使會白永恩神父創立於天主教台北總教區天母天主堂旁，為收容照顧身心障礙者的社會福利機構。
- 以服務身心障礙者為己任，基於尊重、平等的福音精神，提供身、心、靈的全人照顧。
- 為了提升服務對象的居住及生活品質，2008年開始興建新大樓並將舊宅拆除後於2011年入住。
- 使命源自聖經瑪竇福音第25章第40節：「凡你們對我這些最小兄弟中的一個所做的，就是對我做的。」

## 服務對象
- 住宿服務：設籍臺北市18歲以上智能障礙、多重障礙、腦性麻痺之身心障礙者。
- 日間照顧：設籍臺北市18歲以上中度以上身心障礙者或合併心智障礙之多重障礙者。

## 外部連結
- 聖安娜之家官方網站 （页面存档备份，存于）